# Коцури (Опольське воєводство)
Коцури (пол. Kocury, нім. Kotzuren) — село в Польщі, у гміні Добродзень Олеського повіту Опольського воєводства.
У 1975-1998 роках село належало до Ченстоховського воєводства.